# Referendum costituzionale in Romania del 2018
Il referendum costituzionale in Romania del 2018 si è svolto il 6 e 7 ottobre 2018 per chiedere ai cittadini romeni di esprimersi sull'opportunità di modificare la definizione di famiglia prevista dall'articolo 48 della Costituzione rumena al fine di rendere illegali i matrimoni omosessuali. Il referendum è stato convocato a seguito dell'iniziativa popolare lanciata dalla Coalizione per la famiglia (Coaliția pentru Familie)  nel 2015, che ha raccolto oltre tre milioni di firme a sostegno del referendum (ben oltre le 500.000 firme richieste per avviare un referendum costituzionale). Al momento del voto, la Costituzione della Romania definiva la famiglia come il matrimonio spontaneo "tra i coniugi", ma i promotori dell'iniziativa referendaria avrebbero voluto emendarla per stabilire che la famiglia consiste nell'unione tra un uomo e una donna, come è nella cultura romena.  La misura avrebbe reso quindi incostituzionali i matrimoni tra persone dello stesso sesso e la poligamia in Romania.
La proposta di modifica era supportata da molti politici e gruppi religiosi, mentre era avversata dal Presidente Klaus Iohannis e dal partito di opposizione Unione Salva Romania. Si è trattato di un evento importante, in quanto primo referendum di iniziativa popolare nella storia della Romania dalla caduta del regime comunista nel 1989.
Con un'affluenza di circa il 21% degli elettori, il referendum è fallito, non avendo raggiunto il quorum minimo del 30%.

## Contesto
Paesi che prevedono il matrimonio anche per le coppie dello stesso sesso
     Paesi che prevedono unioni civili
     Paesi in cui la convivenza non registrata è riconosciuta
     Paesi senza riconoscimento o con una situazione legislativa ambigua
     Paesi in cui il matrimonio è definito come "unione di uomo e donna"

Situazione legislativa in Europa:
Paesi che prevedono il matrimonio anche per le coppie dello stesso sesso
Paesi che prevedono unioni civili
Paesi in cui la convivenza non registrata è riconosciuta
Paesi senza riconoscimento o con una situazione legislativa ambigua
Paesi in cui il matrimonio è definito come "unione di uomo e donna"

Nel 1995, la Romania era uno dei soli tre paesi europei che ancora consideravano l'omosessualità punibile per legge, con pene da 1 a 5 anni di reclusione. Solo dopo la richiesta di entrare nell'Unione europea e a causa della forte pressione internazionale, nel 1996, il primo comma dell'articolo 200 del codice penale venne modificato, continuando però a perseguire l'omosessualità pubblica o considerata come fonte di scandalo pubblico. Nel 2000, quando iniziarono gli effettivi negoziati di adesione all'UE, il paese dovette intraprendere svariati progressi nell'armonizzazione delle sue leggi con la legislazione dell'Unione europea, in particolare dimostrando che i diritti umani delle minoranze non fossero violati dalle politiche e dalla legislazione del paese: per tale motivo nel 2001 venne emessa un'ordinanza urgente per eliminare del tutto l'articolo 200 del codice penale e altri trattamenti discriminatori.
Al momento, la Romania è uno dei paesi europei che non opera alcun riconoscimento legale alle coppie dello stesso sesso, mentre 15 stati europei hanno una normativa che permette i matrimoni omosessuali, a cui si aggiungono altri 11 paesi che riconoscono l'unione civile. Peraltro, le costituzioni di diversi paesi dell'Europa orientale (Armenia, Bielorussia, Bulgaria, Croazia, Georgia, Lettonia, Lituania, Moldavia, Montenegro, Polonia, Serbia, Slovacchia, Ungheria e Ucraina) definiscono esplicitamente il matrimonio come "unione di un uomo e una donna".
Nel 2009, il governo rumeno promulgò il nuovo codice civile, che nel primo comma dell'articolo 259 definiva il matrimonio come "l'unione liberamente accettata tra un uomo e una donna", mentre l'articolo 48 della Costituzione della Romania usa solo il termine "coniugi" senza restrizioni di genere o sul numero di coniugi, delegando la declinazione di tale materia al legislatore, potendo in futuro consentire la legalizzazione dei matrimoni gay o la poligamia senza necessità di emendamenti costituzionali. Sebbene le proposte per la legalizzazione del matrimonio tra persone dello stesso sesso non siano mai state presentate al Parlamento, dal 2008 al 2016 sono state presentate cinque iniziative di regolamentazione delle unioni civili, tutte respinte o ritirate dai promotori, ad eccezione dell'ultima ancora in discussione al Parlamento.
Nell'autunno del 2015, la Coalizione per la famiglia (comitato indipendente trasversale, cioè non affiliato ad alcun partito politico e a cui partecipano 41 associazioni e ONG) decise di avviare le procedure di revisione della Costituzione rumena per la modifica del primo paragrafo dell'articolo 48 sulla "Famiglia" come segue: 
Il progetto di legge, il memorandum esplicativo e il parere del Consiglio legislativo sono stati pubblicati sulla Gazzetta Ufficiale il 25 novembre 2015. La proposta legislativa di revisione della Costituzione è stata presentata al Senato il 23 maggio 2016: l'iniziativa era accompagnata da una lettera lunga 30 metri, firmata sui gradini del Senato da diversi membri della Coalizione per la famiglia.

### Caso Relu Adrian Coman e Robert Clabourn Hamilton contro Romania
Nel mese di dicembre 2012, il cittadino rumeno Relu Adrian Coman chiese all'Ispettorato generale per l'immigrazione il rilascio di un permesso di soggiorno per il marito statunitense Robert Clabourn Hamilton, che aveva sposato legalmente in Belgio. Le autorità rumene hanno rifiutato di concedere il diritto di soggiorno, poiché Hamilton non poteva essere qualificato in Romania come "marito" di un cittadino dell'Unione, perché la Romania non riconosce i matrimoni tra persone dello stesso sesso; pertanto Clai Hamilton poteva risiedere legalmente in Romania per periodi non superiori a tre mesi. Dopo l'avvio della causa, nel dicembre 2015, il 5° tribunale distrettuale sollevò la questione di legittimità costituzionale dell'articolo 277, commi 2 e 4 del codice civile rumeno che vieta il riconoscimento dei matrimoni tra persone dello stesso sesso contratti all'estero. Dopo quattro rinvii, la Corte costituzionale decise di chiedere parere alla Corte di giustizia dell'Unione europea (GUCE).
Nel giugno 2018 la Corte di giustizia dell'Unione europea ha deciso che una coppia sposata composta da due persone dello stesso sesso è riconosciuta come tale in qualsiasi paese dell'Unione europea in termini di libertà di movimento e che, sebbene gli Stati membri siano liberi di autorizzare o non autorizzare il matrimonio omosessuale, non possono impedire la libertà di residenza di un cittadino dell'Unione non autorizzando il soggiorno del coniuge extracomunitario.

## Calendarizzazione
La Corte costituzionale ha approvato la proposta di referendum il 20 luglio 2016, rilevando che non interferisce con alcun diritto individuale. Il governo ha annunciato l'intenzione di tenere un referendum nell'autunno del 2017, a seguito del successo del un'iniziativa della Coalizione per la Famiglia contraria al matrimonio tra persone dello stesso sesso, che ha raccolto circa 3 milioni di firme a sostegno del divieto dei matrimoni omosessuali. La Camera dei Deputati ha approvato l'iniziativa il 9 maggio 2017, con 232 voti favorevoli e 22 contrari.
Alla fine di marzo 2018, il governo rumeno ha annunciato che il referendum si sarebbe tenuto nel mese di maggio successivo, per poi rimandarlo alla tornata elettorale del 10 giugno 2018. Tuttavia, neppure in questa data si è svolto alcun referendum, cosicché alcuni legislatori socialisti hanno successivamente suggerito che il referendum potesse tenersi a fine settembre o inizio ottobre 2018. Liviu Dragnea, Presidente della Camera dei Deputati, annunciò poi che il referendum si sarebbe tenuto il 30 settembre o la prima domenica di ottobre, per poi confermare la data del 6 e 7 ottobre 2018, ratificata infine dal Senato l'11 settembre 2018 con 107 voti favorevoli, 13 contrari e 7 astenuti.
I più recenti referendum svoltisi in Romania sono falliti per il mancato raggiungimento del quorum del 50% di affluenza; tuttavia, le nuove regole adottate nel 2014 prevedono la validità dei referendum se l'affluenza è di almeno il 30% degli elettori registrati e se viene espressa una preferenza valida (sì o no) che sia pari ad almeno il 25% del corpo elettorale.

## Posizioni

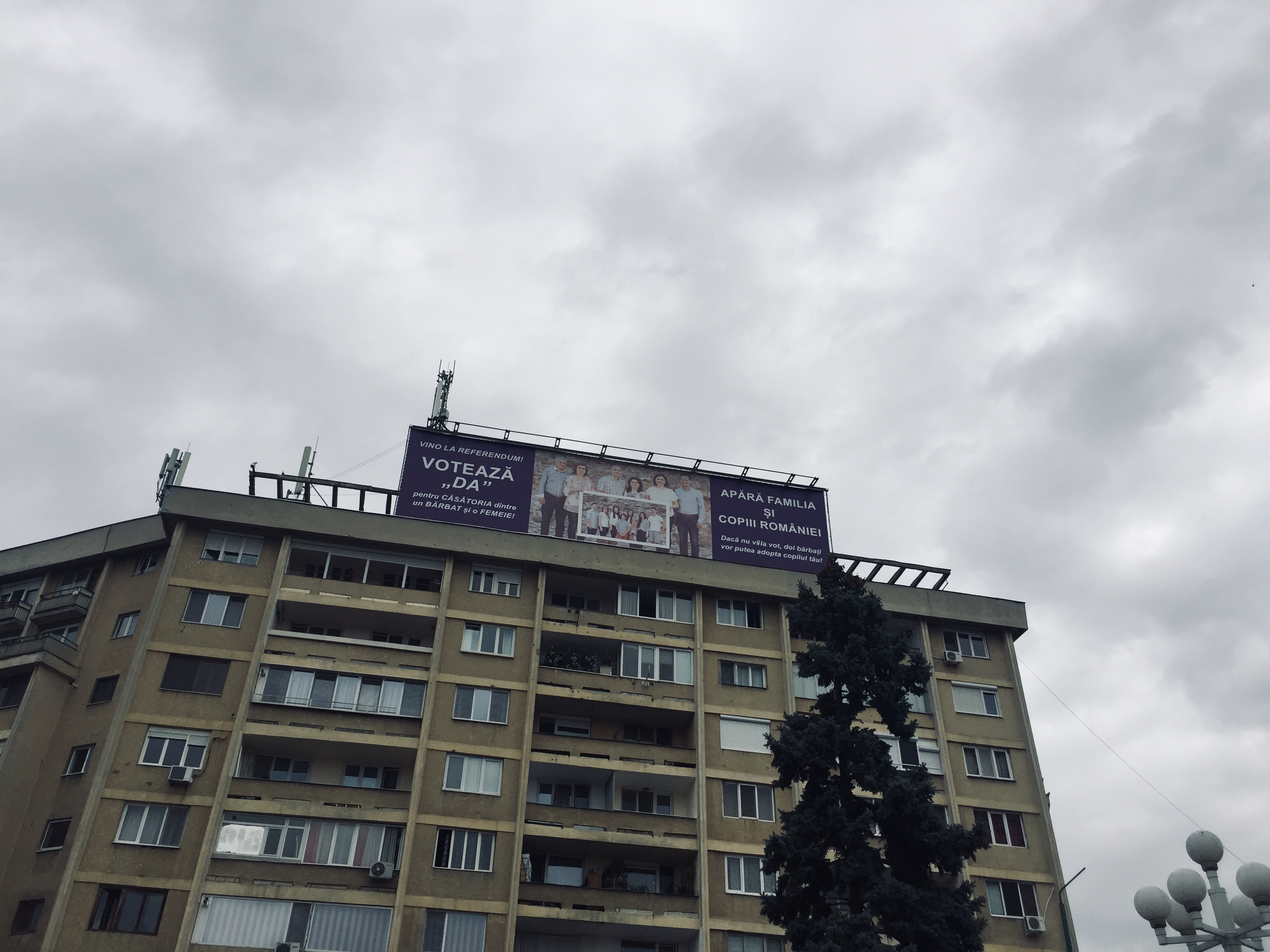
Propaganda a favore del sì a Timișoara

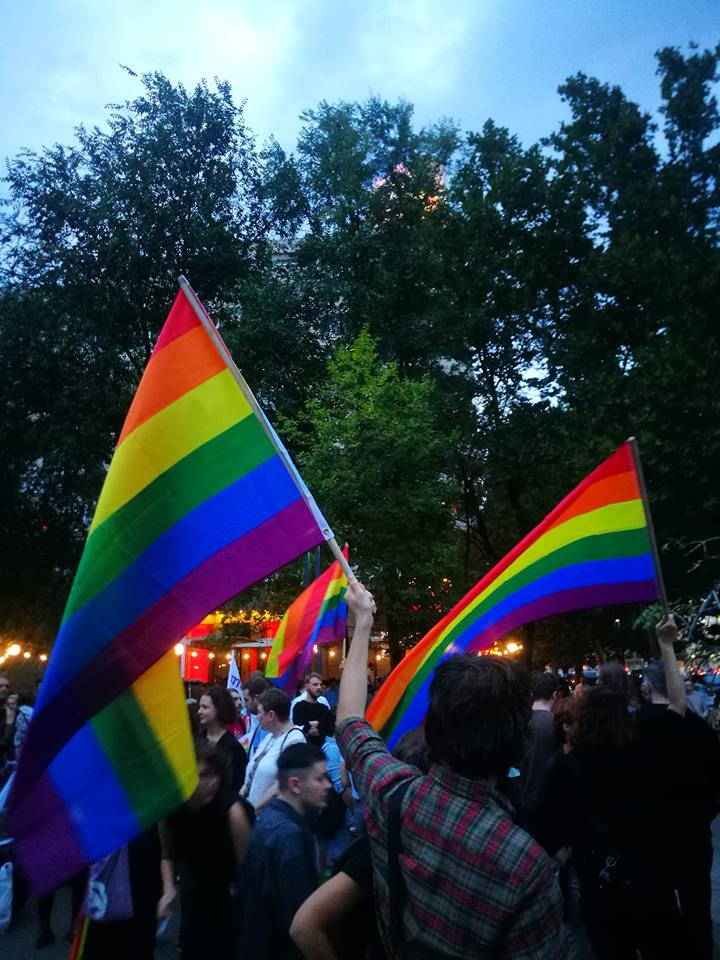
Proteste in Piața Universității a Bucarest l'11 settembre 2018

La modifica costituzionale è supportata da molti gruppi religiosi e dalle minoranze, tra cui i neo-protestatanti e la Chiesa greco-cattolica rumena, mentre la Chiesa ortodossa rumena ha approvato l'iniziativa di raccolta delle firme a metà gennaio 2016.
Prima delle elezioni parlamentari del dicembre 2016, la Coalizione della Famiglia ha concluso un accordo di collaborazione con Partito Social Democratico (PSD), Alleanza dei Liberali e dei Democratici (ALDE) e Partito Nazionale Liberale (PNL), con cui i tre partiti hanno promesso di sostenere la revisione della nozione di famiglia contenuta nell'articolo 48 della Costituzione rumena. Pochi politici sono apertamente favorevoli alle unioni civili o ai matrimoni omosessuali in Romania. Le eccezioni includono il Presidente della Repubblica Klaus Iohannis, politico liberale-centrista appartenente alla minoranza tedesca-rumena che, come membro di una minoranza etnica e religiosa, sostiene la tolleranza e l'apertura nei confronti di chi è "diverso", respingendo il fanatismo religioso e gli ultimatum. Contrarie al referendum sono le associazioni LGBT, che considerano il modello di vita della cultura popolare un segno di arretratezza. Il partito di opposizione Unione Salva Romania (USR) ha tenuto una votazione interna sulla questione e ha deciso di opporsi al referendum.

## Quesito
Il quesito è stato criticato perché considerato generico e poco chiaro, non indicando espressamente quale sia la tematica del referendum né il riferimento a quale legge costituzionale sia in discussione. Nelu Barbu, portavoce dell'esecutivo, ha dichiarato che si tratta della stessa formula già utilizzata per il referendum costituzionale del 2003.

## Affluenza
Nelle due giornate di voto, si sono recati alle urne 3.731.069 cittadini rumeni, oltre a 126.239 elettori residenti all'estero.
La più alta percentuale di affluenza alle urne è stata registrata nel distretto di Suceava (30,67%), che è altresì l'unico distretto in cui si è raggiunto il quorum minimo del 30% necessario per la convalida del referendum; viceversa il distretto di Covasna è stato quello con la minore affluenza (8,5%).
| Affluenza   | 6 ottobre | 6 ottobre | 6 ottobre | 6 ottobre | 6 ottobre | 7 ottobre | 7 ottobre | 7 ottobre | 7 ottobre | 7 ottobre | 8 ottobre |
| Affluenza   | ore 10    | ore 13    | ore 16    | ore 19    | ore 21    | ore 10    | ore 13    | ore 16    | ore 19    | ore 21    | ore 8     |
| ----------- | --------- | --------- | --------- | --------- | --------- | --------- | --------- | --------- | --------- | --------- | --------- |
| Romania     | 0,97%     | 2,54%     | 3,78%     | 5,15%     | 5,72%     | 7,24%     | 11,67%    | 15,21%    | 18,87%    | 20,40%    | -         |
| Estero      | 0,82%     | 2,85%     | 5,75%     | 9,04%     | 11,21%    | 12,25%    | 15,48%    | 21,43%    | 27,28%    | 29,64%    | 30,89%    |
| Complessivo |           |           |           |           |           |           |           |           |           |           | 21,10%    |

## Risultati
| Preferenza                      | Voti       | %       |
| ------------------------------- | ---------- | ------- |
| Sì                              | 3.531.732  | 93,40%  |
| No                              | 249.412    | 6,60%   |
| Totale voti validi              | 3.781.144  | 98,03%  |
| Voti nulli                      | 76.111     | 1,97%   |
| Totale votanti / affluenza      | 3.857.308  | 21,10%  |
| Aventi diritto voto             | 18.279.011 | 100,00% |
| Fonte: Biroul Electoral Central |            |         |